# Fletcher Knebel
Fletcher Knebel, född 1 oktober 1911 i Dayton, död 26 februari 1993, var en amerikansk författare av skönlitteratur i den politiska genren, främst känd för sin roman Sju dagar i Maj från 1962.

## Uppväxt och utbildning
Knebel föddes i Dayton, Ohio men flyttade runt ett antal gånger under sin uppväxt. Efter att ha gått ut High School i Yonkers, New York studerade han ett år vid universitetet i Sorbonne (i Paris) och tog sin examen från Miami University i Oxford, Ohio 1934. Han arbetade sedan i 20 års tid på olika dagstidningar och blev till slut en politisk kolumnist för Cowles Publications.

## Författare
1960 skrev han kapitlet om John F. Kennedy för boken Candidates 1960. Efter detta började han skriva sina egna böcker och publicerade totalt femton böcker, de flesta skönlitterära och alla inom den politiska genren. Hans mest kända bok Sju dagar i Maj (1962) (skriven tillsammans med Charles Bailey II) om ett militärt kuppförsök i USA. Boken filmatiserades som 7 dagar i maj (1964) i regi av John Frankenheimer med bland andra Burt Lancaster, Kirk Douglas, Fredric March och Ava Gardner i rollerna.

## Svenska översättningar
- Sju dagar i maj (Seven days in May) (tillsammans med Charles W. Bailey) (översättning Olof Starkenberg, Wahlström & Widstrand, 1963)
- Vägen till Zinzin (The Zinzin road) (översättning Nils Pontén-Möller, Tiden, 1967)
- Försvunnen (Vanished) (översättning Sven Bergström, Wahlström & Widstrand, 1969)
- Intrång (Trespass) (översättning Caj Lundgren, Wahlström & Widstrand, 1970)
- Företaget (The bottom line) (översättning Astrid Lundgren, Wahlström & Widstrand, 1975)